# 大日本帝国憲法第21条
大日本帝国憲法第21条（だいにほん/だいにっぽん ていこくけんぽう だい21じょう）は、大日本帝国憲法第2章にある。
以前税というものは奈良時代からずっと、日本人の主食である米や布、特産物や労働などで課せられていたが、地租改正の後は、米でなく現金で納めるシステムとなった。これはきわめて画期的といえる。

## 現代風の表記
日本臣民は、法律の定めるところに従い、納税の義務を有する。